# Торстен Палм
Торстен Палм (на английски: Torsten Palm) е шведски пилот от Формула 1. Роден на 23 юли 1947 година в Кристинехамн, Швеция.

## Формула 1
Торстен Палм прави своя дебют във Формула 1 в Голямата награда на Монако през 1975 година. В световния шампионат записва 2 участия, като не успява да спечели точки, състезава се с частен автомобил на Хескет.